# Tirà crestat de Veneçuela
El tirà crestat de Veneçuela (Myiarchus venezuelensis) és un ocell de la família dels tirànids (Tyrannidae).

## Hàbitat i distribució
Viu als clars del bosc i boscos oberts del nord-est de Colòmbia i nord de Veneçuela i a Tobago.